# Carl Coninx
Carl Coninx (* 3. Juni 1865; † nach 1930) war ein deutscher Manager der Energiewirtschaft.

## Leben
Carl Coninx studierte Ingenieurwissenschaften an der Technischen Hochschule Charlottenburg und wurde Mitglied des dortigen Corps Rheno-Guestphalia. Nach dem Studium trat er in die Energieversorgungsindustrie ein. Zuletzt war er Generaldirektor und Vorstandsmitglied der Großkraftwerk Franken AG in Nürnberg. Ferner war er Vorstandsmitglied der Betriebsgemeinschaft Kachlet-Franken GmbH.
Er gehörte den Aufsichtsräten der Elektrizitätswerk Hausen GmbH, der Rhein-Main-Donau AG und des Wirtschaftsverbands der Elektrizitätswerke an.